# 979 (numero)
Novecentosettantanove (979) è il numero naturale dopo il 978 e prima del 980.

## Proprietà matematiche
- È un numero dispari.
- È un numero composto con 4 divisori: 1, 11, 89,  979. Poiché la somma dei suoi divisori (escluso il numero stesso) è 101 < 979, è un numero difettivo.
- È un numero semiprimo.
- È un numero palindromo e un numero ondulante nel sistema numerico decimale, nel sistema posizionale a base 15 (454) e nel sistema numerico esadecimale (3D3).
- È un numero fortunato.
- È un numero odioso.
- È somma delle prime 5 quarte potenze: {\displaystyle 979=1^{4}+2^{4}+3^{4}+4^{4}+5^{4}}
- È parte delle terne pitagoriche (979, 3900, 4021), (979, 5340, 5429), (979, 43560, 43571), (979, 479220, 479221).

## Astronomia
- 979 Ilsewa è un asteroide della fascia principale del sistema solare.
- NGC 979 è una galassia lenticolare della costellazione di Eridano.

## Astronautica
- Cosmos 979 è un satellite artificiale russo.